# نوكاردية جديدة
نوكاردية جديدة (الاسم العلمي: Nocardia nova) هي نوع من البكتيريا تتبع جنس النوكاردية من فصيلة النوكارديات.